# Niente da perdere (film 2023)
Niente da perdere (Rien à perdre) è un film del 2023 diretto da Delphine Deloget, al suo esordio alla regia di un lungometraggio.

## Trama
Sylvie, una madre single, vive a Brest coi due figli Jean-Jacques e Sofiane. Una notte, mentre è al lavoro, Sofiane, il più piccolo, finisce per farsi male da solo a casa. L'incidente viene denunciato e Sofiane viene preso in affidamento da un istituto. Sylvie, accusata di negligenza, dovrà lottare contro il sistema giudiziario e amministrativo per riottenere la custodia di suo figlio.

## Distribuzione
Il film è stato presentato in anteprima il 25 maggio 2023 nella sezione Un Certain Regard del 76º Festival di Cannes. È stato distribuito nelle sale cinematografiche franco-belghe da Ad Vitam a partire dal 22 novembre 2023, mentre in quelle italiane da Wanted Cinema a partire dal 16 maggio 2024.

## Riconoscimenti
- 2023 – Festival di Cannes
  - In concorso per il premio Un Certain Regard
  - In concorso per la Caméra d'or
- 2023 – Festival del cinema americano di Deauville[4]
  - Prix Ornano-Valenti
- 2023 – Festival del cinema francofono di Angoulême[5]
  - Premio del pubblico studentesco
- 2024 – Premio Lumière[6]
  - Candidatura per la migliore attrice a Virginie Efira
- 2024 – Premio Magritte[7]
  - Migliore attore non protagonista ad Arieh Worthalter